# عين لكداح
عين لكداح قرية مغربية ومركز جماعة عين لكداح القروية التابعة لإقليم تاونات بجهة فاس مكناس. تضم هذه القرية 12.196 نسمة (إحصاء 2004).